# Акри (Италия)
 Тази статия е за града в Южна Италия.  За бразилския щат вижте Акри.  
А̀кри (на италиански: Acri, на местен диалект Eacri, Еакри) е град и община в Южна Италия, провинция Козенца, регион Калабрия. Разположен е на 720 m надморска височина. Населението на общината е 21 195 души (към 2013 г.).